# محمد بن علي بن الليث
محمد بن علي بن الليث هو أمير الدولة الصفارية من عام 910 حتى 911.

## سيرته الذاتية
في أوائل عام 910، أخو محمد الصفاري، الأمير الليث بن علي قاد جيشًا غربًا باتجاه فارس في محاولة لانتزاعها من حاكمها، القائد العبد سبوكري. شارك كل من الليث وشقيق آخر اسمه المعدل، في الحملة، تُرك محمد في العاصمة زارانج كممثل لليث. انتهت الحملة بكارثة، حيث تم أسر الليث وإرساله إلى البلاط العباسي في بغداد. عندما وصل خبر هذا إلى زارانج في أوائل أيلول، تم الترحيب بمحمد باعتباره أميرًا في المقاطعات التي لا تزال جزءًا من الإمارة. لتدعيم سلطته، قام بسجن المعدل، الذي تمكن من تجنب القبض عليه من قِبَل سبوكري واستطاع الرجوع إلى سيستان.
بعد فترة وجيزة من صعوده، أُجبر محمد على التعامل مع السامانيين تحت قيادة أحمد، الذي حصل مؤخرًا على خلافة لسيستان والأراضي التابعة لها، في محاولة لكسر قوة الصفاريين مرةً واحدةً وإلى الأبد. ردًّا على قيام أحمد ببناء قواته في هراة، قام محمد بتشكيل جيش بنفسه. بسبب القيود المالية، تألف الكثير من الجيش من الفلاحين. اتجه شمالًا إلى الحدود وكان لديه بعض الاشتباكات الصغيرة مع السامانيين في آذار 911. ومع ذلك، هُزم في النهاية وهربت فرقة الفلاحين، مما أجبره على التخلي عن الحملة.
في هذه المرحلة، أقنعه مستشاروه بأنه بحاجة إلى دعم المعدل، الذي كان لا يزال في السجن. بعد إطلاق سراحه، سيطر المعدل على زارانج، لذلك توجه محمد إلى بست بدلًا من ذلك. هنا بدأ تمرد بسبب الضرائب المفرطة من قبل السلطات الصفارية. كان يقودها إبراهيم بن يوسف العارف، الذي أعلن ولاءه للسامانيين. واجه الجيش الصفاري المتقدم صعوبة في إخماد الثورة حتى اختفى إبراهيم فجأةً في المعركة، مما سمح للصفاريين باستعادة السيطرة على بست.
بعد فترة وجيزة من دخول محمد بست، استخدم هو نفسه أساليب قمعية عنيفة في محاولة يائسة لجمع الأموال. نتيجةً لذلك، أصبح مواطنو بست معاديين للصفاريين، وعندما وصل جيش أحمد الساماني مشارف المدينة، ساعدوهم في الاستيلاء عليها. هرب محمد ولكن سرعان ما تم القبض عليه وأُعِيد إلى بست. استجابةً لطلب الخليفة العباسي، أَرْسَل أحمد محمدًا إلى بغداد. كان أسر محمد، إلى جانب استسلام المعدل لجيش ساماني آخر، ما سمح للسامانيين بالاستيلاء على سيستان لفترة وجيزة.